# Брайър
Брайър (на английски: Brier, звуков файл за произношение ) е град в окръг Снохоумиш, щата Вашингтон, САЩ. Брайър е с население от 6383 жители (2000) и обща площ от 5,5 km². Намира се на 128 m надморска височина. ЗИП кодът му е 98036, а телефонният му код е 425.